# 徳光和夫の名曲にっぽん 昭和歌謡人
『徳光和夫の名曲にっぽん 昭和歌謡人』（とくみつかずおの めいきょくにっぽん しょうわかようびと）は、 BSテレ東で昭和と今の歌謡曲を扱う音楽番組である。

## 概要
2013年10月2日に放送開始。昭和の歌謡史に名を残した歌手らを「歌謡人」と称して語り、ゲストがその名曲や新曲を歌い聞かせるのが趣旨の音楽番組。放送開始から2016年3月30日放送分までは毎週水曜日 21:00 - 21:54の放送だったが、2016年4月8日放送分から2018年3月30日放送分までは毎週金曜日 20:00 - 20:54に、2018年4月13日放送分より毎週金曜日 19:00 - 19:54に移動となった。

## 主なコーナー
My Favorite
2014年4月2日放送分より開始。ゲスト歌手が自らの歌手人生に多大な影響を与えた人物なり曲を紹介するコーナー。その人物の歌唱映像を流すほか、ゲスト自身がその歌を披露したりする。
徳光和夫の名曲交遊録
2015年4月29日放送分より不定期で開始。毎回1組の歌手にスポットを当て、徳光とのエピソードを交えた形でその歌手を紹介していくコーナー。その後歌唱映像を流す。
徳光和夫の発見!イチオシ! 今注目の歌い手
2015年8月19日放送分より不定期で開始。徳光が明日の演歌・歌謡曲の牽引者という名目で注目の若手歌手2組を紹介するコーナー。徳光とのトークの後、歌手が歌を披露する。
帰ってきた名曲
2016年4月8日放送分より不定期で開始。コンセプトは後述の「歌謡曲レジェンド」と同じで今も愛される名曲を持ち歌本人もしくは椎名佐千子が代わりに披露するコーナー。

### 過去のコーナー
昭和歌謡人
2013年10月2日 - 2014年3月19日の間放送。毎回1人の昭和歌謡人にスポット当て深く紹介していくコーナー。歌謡人の歌唱映像を流すほか、ゲスト歌手がその歌謡人の曲を歌ったりする。
徳光和夫の名曲BOX
2013年10月2日 - 2014年1月15日の間不定期で放送。徳光が昭和の名曲のエピソードを講談風に取り上げ紹介した後、歌唱映像を流す。
あさみちゆきの歌めぐり
2014年4月2日 - 9月17日の間放送。あさみちゆきが各地の飲食店を訪問し、店主や客とふれあいながら流しよろしくクラシック・ギターを手に弾き語りを行うコーナー。
西田あいの歌ってファッション物語
2014年10月15日 - 2015年1月21日の間放送。西田あいが日本の流行歌を発表当時のファッションで歌うコーナー。歌の前には当日の出演者と共に当時の風俗を基にした寸劇を行う。
森恵のめぐりあい
2015年4月22日 - 9月2日の間不定期で放送。森恵が一つの道を貫く人や新たな道を作ろうとする人の所へ出向き、その心意気を学ぶコーナー。後半ではその人の“心の一曲”を森のクラシック・ギターによる弾き語りで披露する。
歌謡曲レジェンド
2015年10月21日 - 2016年3月16日の間放送分より不定期で放送。今も愛される名曲を持ち歌本人もしくは森恵が代わりに披露するコーナー。

## 特別編
- 2019年12月1日、BS民放5局共同制作特番『BS5局で生放送!鶴瓶&安住の放送局漫遊記』のBSテレ東パート（14:30 - 16:00）で、本番組の特別版が生放送され、同特番総合MCの笑福亭鶴瓶（落語家・タレント）と安住紳一郎（TBSテレビアナウンサー）が出演。また本番組歴代アシスタントだった西田あいと椎名佐千子、進行役として角谷暁子（テレビ東京アナウンサー）もそれぞれ出演した。なお同日の同時間帯、テレビ朝日にて徳光出演の『路線バスで寄り道の旅SP』（14:30 - 16:25、一部地域へもネット）が放送されていたため、一部地域ではBSと地上波の両方において徳光の二重出演が発生する事態となった。

## 司会
- 徳光和夫（フリーアナウンサー）[注 21]
- おかゆ（歌手、2018年10月12日 - ）

### 過去の司会
- 城南海（歌手、2013年10月2日 - 2014年3月26日）
- あさみちゆき（歌手、2014年4月2日 - 10月8日）
- 西田あい（歌手、2014年10月15日 - 2015年4月1日）
- 森恵（歌手、2015年4月15日 - 2016年3月30日）
- 椎名佐千子（歌手、2016年4月8日 - 2018年9月28日）

## ナレーター
- 倉野麻里

### 過去のナレーター
- ナレーター：白石小百合（テレビ東京アナウンサー、2014年10月8日- 2016年9月30日）

## スタッフ
- ナレーター：片淵茜（テレビ東京アナウンサー、2016年10月14日 -）
- 構成：水野重幸
- 題字：鴨山友絵
- ＴＰ：軒名秀明
- ＴＤ：千葉明律
- カメラ：中村純、佐藤文、安達良
- ＶＥ：福重伸隆
- ＶＴＲ：熊倉智大
- 音声：斉藤宏司、宮坂修
- 照明：藤沼宏彰
- ＣＧ：伊東健一郎
- 美術：小谷恵
- メイク：山田かつら
- アレンジ・音効：村山達彦
- 編集：中島翔、枝光亮
- ＭＡ：坂入宏彰
- 編成：伊藤淳也
- デスク：後藤由枝
- リサーチ：本間恵理
- ＡＤ：枝利幸、池田幹人
- ディレクター：小野裕之、沼尻高明、塩谷俊之、黒田豊秋、竹内大樹、伊東康次
- プロデューサー：牛原隆一、高麗倫太郎